# Norberto Antonio Fernández
Norberto Antonio Fernández (Córdoba, Argentina; 28 de enero de 1973) es un exfutbolista y actual director técnico argentino. Jugaba como mediocampista por derecha y su primer equipo fue Belgrano de Córdoba. Su último club antes de retirarse fue Boca Unidos de Corrientes.
Desde el año 2010 trabaja en las divisiones inferiores de Belgrano de Córdoba. En la actualidad es el entrenador de la Reserva AFA.

## Clubes

### Como jugador
| Club                      | País      | Año       |
| ------------------------- | --------- | --------- |
| Belgrano de Córdoba       | Argentina | 1990-1995 |
| Huracán                   | Argentina | 1995-1998 |
| Unión de Santa Fe         | Argentina | 1998-2003 |
| Nueva Chicago             | Argentina | 2003-2004 |
| Belgrano de Córdoba       | Argentina | 2004-2005 |
| Alumni de Villa María     | Argentina | 2005-2007 |
| Boca Unidos de Corrientes | Argentina | 2007-2008 |

### Como entrenador
| Club                  | País      | Año             |
| --------------------- | --------- | --------------- |
| Belgrano (inferiores) | Argentina | 2010-2025( act) |

## Palmarés
| Título                     | Club                  | País      | Año  |
| -------------------------- | --------------------- | --------- | ---- |
| Ascenso a Primera División | Belgrano de Córdoba   | Argentina | 1991 |
| Ascenso al Argentino A     | Alumni de Villa María | Argentina | 2006 |